# Feynman-Vorlesungen über Physik

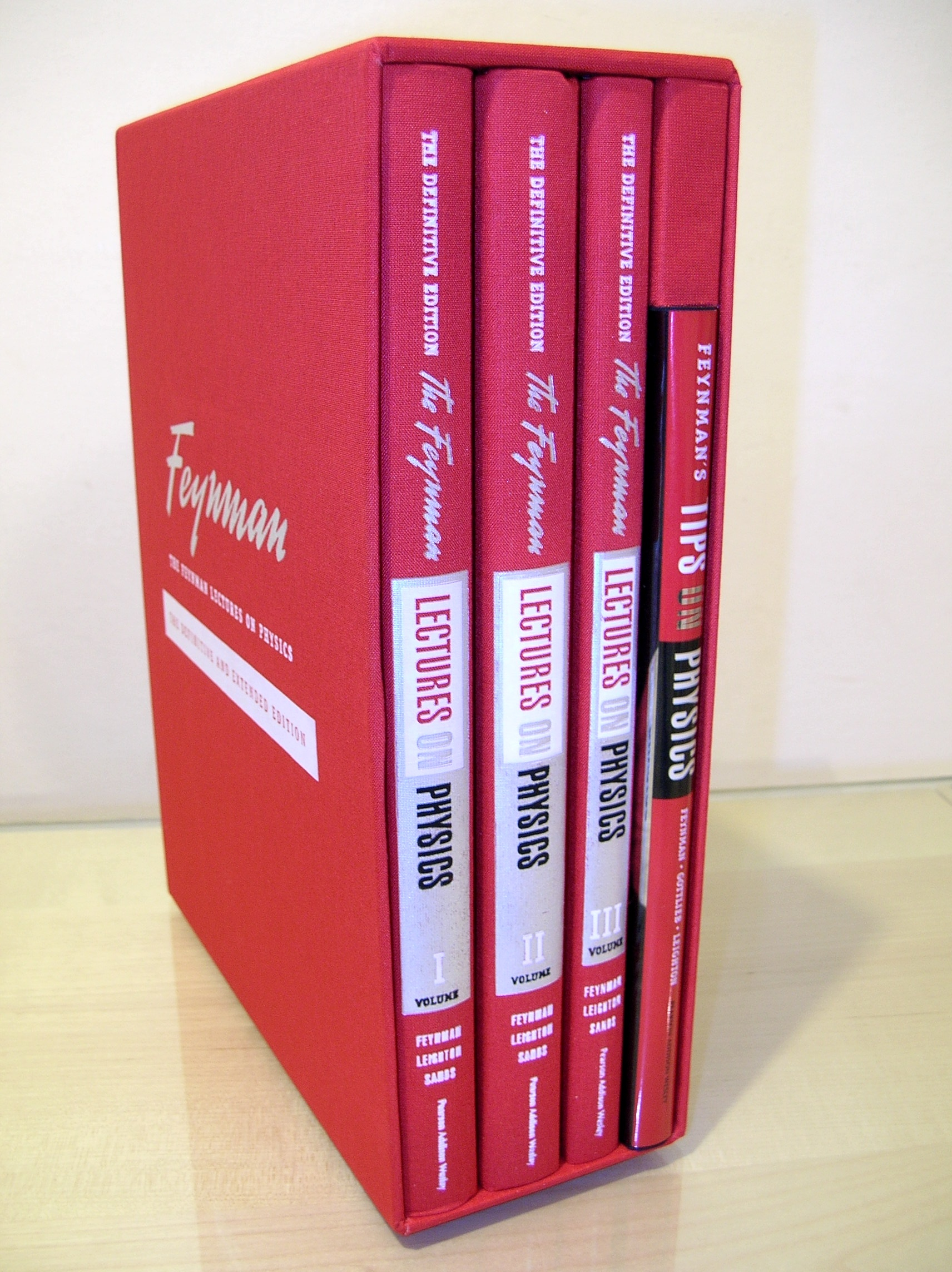
Englische Ausgabe von 2005 im Schuber

Die Feynman-Vorlesungen über Physik (Originaltitel englisch The Feynman Lectures on Physics) sind eine 1964 bei Addison-Wesley erschienene Sammlung von Vorlesungen, die der spätere Nobelpreisträger Richard Feynman von 1961 bis 1963 (mit einer kurzen „Reprise“ 1964) am California Institute of Technology (Caltech) für Studenten der unteren Semester hielt.
Das Lehrwerk besteht aus drei Bänden, die in sich geschlossen jeweils ein größeres Themengebiet abhandeln. Behandelt werden Themen aus den Gebieten Mathematik, Elektromagnetismus, Klassische Mechanik, Statistische Mechanik und Thermodynamik, Quantenphysik sowie das Verhältnis der Physik zu den anderen Naturwissenschaften. Vor der Veröffentlichung wurden die Vorlesungen von Feynman selbst und von Matthew Sands und Robert B. Leighton für die Darstellung in Buchform überarbeitet. Die Bücher wurden bis 2010 über eine Million Mal verkauft. Es gibt Übersetzungen in rund ein Dutzend Sprachen. Seit ca. 2013 sind die Bücher online lesbar (New Millennium Edition) und durch Caltech, Michael A. Gottlieb und Rudolf Pfeiffer verfügbar gemacht. Mit lesbar ist gemeint, dass weiterhin ein Kopierrecht besteht (Hachette Book Group), jedoch sind die Bücher frei "zu lesen, anzuschauen oder anzuhören."
Den Erfolg der Serie beschreibt Rob Phillips zum 50ten Jubiläum als: "Feynmans Physik handelt von Einfachheit, Schönheit, Einheit und Analogie, präsentiert mit Enthusiasmus und Einsicht."
Eine Auswahl leichter verständlicher Kapitel wurde später für Leser ohne physikalische Vorkenntnisse als Sechs physikalische Fingerübungen und Physikalische Fingerübungen für Fortgeschrittene veröffentlicht.

## Hintergrund und Entstehung
Dass mit Richard Feynman ein damals schon weltberühmter Physiker an seiner Universität die Anfängervorlesungen übernahm, ist Teil der Reaktion des US-amerikanischen Bildungswesens auf den Sputnikschock. Wie er in seinem Vorwort erläutert, ging er bei den Physikstudenten von großer Neugier auf die moderne Physik aus. Sie sollten die spannenden Gebiete wie Relativitätstheorie und Quantenmechanik daher bereits in den ersten Semestern kennenlernen, nicht wie traditionell sonst üblich erst nach langem Studium der klassischen Physik.
Die Idee, dass Feynman diese Vorlesungen selbst halten sollte, stammt von Matthew Sands. Auch der Vorschlag, die Vorträge aufzuzeichnen und später als Lehrbuch für ähnlich ausgerichtete Kurse zu verwenden, geht auf den späteren Stanford-Professor zurück. Jedoch unterschätzten sie den Aufwand für die redaktionelle Überarbeitung, die Robert Leighton zufolge pro Vorlesung etwa zehn bis zwanzig Stunden in Anspruch nahm.
Die Vorlesungen wurden zweimal wöchentlich in einem großen Hörsaal vor rund 180 Studenten gehalten, die den Stoff anschließend in Übungsgruppen von 15 bis 20 Studenten unter Leitung von Assistenten vertieften. Zusätzlich zu den Vorlesungen bestand der Kurs aus Übungen und Experimenten, die jedoch in den Büchern nicht enthalten sind. Sie wurden aber in Teilen ebenfalls veröffentlicht. Nach Feynman waren die Vorlesungen in keinster Weise als Übersichtskurs gedacht, sondern sollten sich an die Intelligentesten der Klasse richten, und auch diese sollten nicht alles vollständig auf Anhieb erfassen können, zumal Feynman vieles nur andeutete. Für die weniger aktiven Studenten wollte er wenigstens den zentralen Kern und das Rückgrat des Stoffes deutlich machen.
Es wurde berichtet, dass einerseits viele der Studenten vor den anspruchsvollen Gedankengängen und Aufgaben doch kapitulierten und zunehmend den Vorlesungen fernblieben, dass Feynman aber gar keine Abnahme der Zuhörerschaft bemerken konnte, weil mehr und mehr ältere Physiker kamen, um sich von der inhaltlich und formal mitreißenden und unkonventionellen Darstellung ihres Fachs begeistern zu lassen.
Feynman sagte 1963 im Vorwort über die Lektionen (übersetzt aus dem Englischen): "Das ganze Ding war im Grunde ein Experiment. Und wenn ich es nochmals tun sollte würde ich es nicht auf die gleiche Weise machen – Ich hoffe ich muss es nicht noch einmal machen !" (englisches Original: The whole thing was essentially an experiment. And if I did it again I wouldn’t do it the same way—I hope I don’t have to do it again!) Als Hauptproblem der Form der Vorlesung sah Feynman den fehlenden Kontakt zu den Studenten, die ihm nicht genau klar machte, wie die Vorlesungen ankamen. Ursprünglich war vorgesehen, im zweiten Jahr eine gründlichere Einführung in die mathematischen Methoden der Physik zu geben, was aber dann zugunsten einer Vorlesung über Quantentheorie aufgegeben wurde, Feynman meinte aber rückblickend, das er bei einer erneuten Einführungsvorlesung dem ursprünglichen Plan folgen würde, da die Quantenmechanik für Physikstudenten im Hauptfach auch im dritten Jahr behandelt werden könnte. Über den Erfolg äußerte er sich im Vorwort von 1963 pessimistisch (I don't think I did very well with the students, Still I didn`t want to leave any student completely behind, as perhaps I did), auch wenn diese Einschätzung nach Feynman von der Mehrzahl seiner Assistenten, die direkt mit den Studenten Kontakt hatten, nicht geteilt wurde, und er sah nach dem Ergebnis der Bearbeitung der Übungsaufgaben das „Experiment“ für die Mehrzahl der Studenten als Fehlschlag an, bis auf vielleicht ein oder zwei Dutzend Studenten.

## Inhalte

### Ausgabe Addison-Wesley Oldenbourg Wissenschaftsverlag

#### Band I: Hauptsächlich Mechanik, Strahlung, Wärme
Der erste Band (Originaltitel: Vol. I, Mainly mechanics, radiation, and heat) umfasst die Vorlesungen der ersten zwei Semester. Nach einer allgemeinen Einführung in die Physik (etwa Zeit, Geschwindigkeit oder auch Wahrscheinlichkeit) geht Feynman auf die verschiedenen Aspekte der Mechanik ein, was einen Großteil des Bands in Anspruch nimmt. Anschließend widmet er sich der Optik (etwa Interferenz und Polarisation, Farbsehen und Optik des menschlichen Auges), behandelt die Relativitätstheorie einschließlich der Strahlung einer beschleunigten elektrischen Ladung und gibt zum Abschluss eine kurze Einführung in die Thermodynamik und statistische Mechanik, einschließlich Brownscher Bewegung und Irreversibilität sowie einer kurzen Einführung in die Wahrscheinlichkeitstheorie. Ausführlich behandelt werden auch Schwingungsphänomene, die Wellengleichung in unterschiedlichen Anwendungsgebieten (Wasserwellen, Akustik) und der Zusammenhang von Symmetrien und Erhaltungssätzen. Feynman gibt auch eine kurze Einführung in die Quantentheorie.
Eine Vorlesung über Trägheitsnavigation (inertial guidance) im Anschluss an die Behandlung rotierender Systeme fehlt in der gedruckten Version ebenso wie drei Vorlesungen über das Lösen von Übungsaufgaben. In den archivierten Audio-Mitschnitten der Vorlesungen sind fünf Vorlesungen, die nicht in die Feynman Lectures aufgenommen wurden. Neben den erwähnten vier Vorlesungen gab es eine Vorlesung vom März 1964 über die geometrische Ableitung der Keplerbewegung, wie sie Newton hätte geben können. Sie wurde später von David und Judith Goodstein herausgegeben (Feynmans verschollene Vorlesung: Die Bewegung der Planeten um die Sonne).
Die fünfte und sechste Vorlesung sind von Matthew Sands gehalten, da Feynman verreist war.

#### Band II: Elektromagnetismus und Struktur der Materie
Der zweite Band (Originaltitel: Vol. II, Mainly Electromagnetism and Matter) enthält die Vorlesungen des dritten Semesters und damit eine umfassende Betrachtung der Elektrizität und des Magnetismus. Gleichzeitig wird eine Einführung in die Vektoranalysis und Tensorrechnung gegeben und speziell Wellenleiter, Teilchenbeschleuniger, atmosphärische Elektrizität (Blitze) und Kristallgitter behandelt. Außerdem werden die Kontinuumsmechanik (Elastizitätstheorie und Hydrodynamik) behandelt. Elektromagnetische Strahlungsphänomene sowie Optik wurden auch schon im ersten Band behandelt. Kapitel 42 enthält eine kurze Einführung in die allgemeine Relativitätstheorie.

#### Band III: Quantenmechanik
Der abschließende dritte Band (Originaltitel: Vol III, Quantum Mechanics) gibt eine Einführung in die Quantenmechanik. Unter anderem behandelt Feynman den Spin, Zweizustandssysteme (mit dem Maser als Anwendungsbeispiel) und Wellenfunktionen. Als letztes Kapitel enthält der Band die Textfassung eines Seminars, das den Josephson-Effekt der Supraleitung als makroskopisches Quantenphänomen mit der Schrödingergleichung behandelt (Kapitel 21). Es werden auch Anwendungen in der Festkörperphysik (Bandstruktur) und Halbleiter behandelt. Eine (zur damaligen Zeit) Besonderheit von Feynmans Behandlung der Quantenmechanik ist seine konsequente Verwendung des Bra-Ket-Formalismus von Paul Dirac (einschließlich Verhalten unter Drehungen über Wignersche D-Matrizen). Das ermöglichte es ihm, die Quantenmechanik auch ohne mathematische Kenntnis partieller Differentialgleichungen zu behandeln, zumal er auch Studenten erreichen wollte, die noch nicht so weit vorgebildet waren und Physik nicht im Hauptfach studierten. Er sah sich darin aber nicht ganz erfolgreich, da ihm am Ende nicht genug Zeit blieb, um bestimmte Themen wie Energiebänder oder räumliche Abhängigkeit von Amplituden genauer zu behandeln.
In Kapitel 4-1 schreibt Feynman, dass er keine elementare Ableitung für das Spin-Statistik-Theorem gefunden hat (nach Feynman ein Zeichen dafür, dass das Theorem bis dahin nicht richtig verstanden war und es tief in der relativistischen Quantenmechanik verwurzelt war). Er kam darauf später in seinen Dirac Memorial Lectures von 1986 noch einmal zurück in einem erneuten Anlauf, eine „einfache“ Antwort zu finden.

#### Zweisprachige Deutsch-Englische-Ausgabe bei Oldenbourg/Addison-Wesley
Eine zweisprachige deutsch-englische Ausgabe in fünf Bänden erschien 1973. Die Bände 1 und 2 der englischen Ausgabe wurden dabei in zwei Teilbände aufgeteilt.
Der Band 1-1 entspricht in der Kapitelfolge dem Band 1 der Millennium-Ausgabe. Band 1-2 entspricht Band 2 der Millenniumausgabe, nur sind in der Ausgabe von 1973 die Kapitel von Band 1-1 fortgezählt (von Kapitel 26 Optik bis Kapitel 52 Symmetrie in physikalischen Gesetzen). Der ebenfalls in zwei Teilen erschienene zweite Band hat ebenfalls fortlaufende Kapitelzählung und entspricht im ersten Teil (2-1) den ersten 21 Kapiteln des Bandes 3 der Millennium-Ausgabe, die andererseits aber noch zusätzlich die Kapitel 22 bis 29 aus Teil (2-2) von 1973 enthält, da diese inhaltlich zum Elektromagnetismus und dessen Anwendungen gehören. Teil 2-2 (Kapitel 22 Wechselstromschaltungen bis 42 Der gekrümmte Raum) der Ausgabe von 1973 umfasst damit außer diesem Teil von Band 3 der Millennium Ausgabe noch den Band 4. Im dritten Band der Ausgabe von 1973 zur Quantentheorie besteht kein Unterschied.

### Ausgabe "New Millennium Edition" (ab 2015)
Die aktuelle deutschsprachige New Millennium Edition ist in sechs Bücher (fünf Lektionen plus Tipps) aufgeteilt, inhaltlich jedoch nahezu identisch mit ihrer Vorgängerausgabe. Die New Millennium Edition (Englisch) ist weiterhin in drei Bücher aufgeteilt, siehe unter Ausgaben. Die Fassung wird aktuelle vom De Gruyter Verlag angeboten, der den Oldenbourg Verlag übernommen hatte.

## Kapitel (New Millennium Edition 2015)
Die Kapitel sind sortiert nach der aktuellen New Millennium Edition (siehe Ausgaben), 2015 durch Verlag De Gruyter:

### Band 1 Mechanik
1. Atome in Bewegung
2. Grundlagenphysik
3. Die Beziehung der Physik zu den anderen Wissenschaften
4. Energieerhaltung
5. Zeit und Entfernung
6. Wahrscheinlichkeit
7. Gravitationstheorie
8. Bewegung
9. Die newtonschen Gesetze der Dynamik
10. Impulserhaltung
11. Vektoren
12. Eigenschaften der Kraft
13. Arbeit und potentielle Energie (Einführung)
14. Arbeit und potentielle Energie (Weiterführendes)
15. Spezielle Relativitätstheorie
16. Relativistische Energie und Impuls
17. Raumzeit
18. Drehung in zwei Dimensionen
19. Massenmittelpunkt; Trägheitsgesetz
20. Drehbewegung im Raum
21. Der harmonische Oszillator
22. Algebra
23. Resonanz
24. Einschwingvorgänge
25. Lineare Systeme und Übersicht

### Band 2 Strahlung und Wärme
1. Optik: Das Prinzip der kürzesten Zeit
2. Geometrische Optik
3. Elektromagnetische Strahlung
4. Interferenz
5. Beugung
6. Der Ursprung des Brechungsindex
7. Strahlungsdämpfung, Lichtstreuung
8. Polarisation
9. Relativistische Strahlungseffekte
10. Farbensehen
11. Mechanismus des Sehens
12. Quantenverhalten
13. Die Beziehung zwischen dem Wellen- und Teilchenbild
14. Die kinetische Gastheorie
15. Die Prinzipien der statistischen Mechanik
16. Die Brownsche Bewegung
17. Anwendungen der kinetischen Theorie
18. Diffusion
19. Die Gesetze der Thermodynamik
20. Erläuterungen zur Thermodynamik
21. Knarre und Sperrhaken
22. Schall. Die Wellengleichung
23. Schwebungen
24. Schwingungsmoden
25. Oberschwingungen
26. Wellen
27. Die Symmetrie in physikalischen Gesetzen

### Band 3 Elektromagnetismus
1. Elektromagnetismus
2. Vektoranalysis
3. Die Integralsätze der Vektoranalysis
4. Elektrostatik
5. Anwendung des gaußschen Gesetzes
6. Das elektrische Feld in Einzelfällen
7. Das elektrische Feld in Einzelfällen (Fortsetzung)
8. Elektrostatische Energie
9. Elektrizität in der Atmosphäre
10. Dielektrika
11. Vorgänge im Innern von Dielektrika
12. Elektrostatische Analogien
13. Magnetostatik
14. Das Magnetfeld in Einzelfällen
15. Das Vektorpotential
16. Induzierte Ströme
17. Die Induktionsgesetze
18. Die Maxwell-Gleichungen
19. Das Prinzip der kleinsten Wirkung
20. Lösungen der Maxwellschen Gleichungen im leeren Raum
21. Lösungen der Maxwell-Gleichungen in Anwesenheit von Strömen und Ladungen
22. Wechselstromschaltungen
23. Hohlraumresonatoren
24. Wellenleiter
25. Elektrodynamik in relativistischer Notation
26. Lorentz-Transformation der Felder
27. Energie und Impuls des elektromagnetischen Felder
28. Elektromagnetische Masse
29. Die Bewegung von Ladungen in elektrischen und magnetischen Feldern

### Band 4 Struktur der Materie
1. Innere Geometrie von Kristallen
2. Tensoren
3. Der Brechungsindex dichter Materialien
4. Reflexion an Grenzflächen
5. Der Magnetismus der Materie
6. Paramagnetismus und magnetische Resonanz
7. Ferromagnetismus
8. Magnetische Materialien
9. Elastizität
10. Elastische Materialien
11. Die Strömung von trockenem Wasser
12. Die Strömung von nassem Wasser
13. Der gekrümmte Raum

### Band 5 Quantenmechanik
1. Quantenverhalten
2. Die Beziehungen zwischen dem Wellen- und dem Teilchenbild
3. Wahrscheinlichkeitsamplituden
4. Identische Teilchen
5. Spin eins
6. Spin 1/2
7. Die Zeitabhängigkeit der Amplituden
8. Die Hamilton-Matrix
9. Der Ammoniak-Laser
10. Andere Zweizustandssysteme
11. Weitere Zweizustandssysteme
12. Die Hyperfeinaufspaltung im Wasserstoff
13. Ausbreitung im Kristallgitter
14. Halbleiter
15. Die Näherung unabhängiger Teilchen
16. Die Ortsabhängigkeit der Amplituden
17. Symmetrien und Erhaltungssätze
18. Drehimpuls
19. Das Wasserstoffatom und das Periodensystem
20. Operatoren
21. Die Schrödinger-Gleichung in einem klassischen Kontext
22. Feynmans Epilog

### Band 6 Tipps zur Physik
1. Grundlagen
2. Naturgesetze und Intuition
3. Aufgaben und Lösungen
4. Dynamik und ihre Anwendungen
5. Ausgewählte Aufgaben

## Weitere Vorlesungsausarbeitungen von Feynman
In seinen 35 Jahren am Caltech gab Feynman 34 registrierte Kurse, davon 25 für Fortgeschrittene (Graduates). Undergraduates durften allerdings teilnehmen, wenn sie um Erlaubnis fragten (was häufig genehmigt wurde). Die Feynman Lectures blieben seine einzige Vorlesung für Anfänger, gelegentlich hielt er aber auch später unangemeldete Gastvorträge in den Anfängervorlesungen (unangemeldet damit der Hörsaal nicht überfüllt wurde).
Es gibt auch noch weitere veröffentlichte Vorlesungsausarbeitungen von Feynman:
- seine Vorlesungen über Gravitation am Caltech 1962/63 (Lectures on Gravitation, Addison-Wesley 1995)
- seine Vorlesungen über Statistische Mechanik an den Hughes Research Laboratories 1961 (Lectures on Statistical Mechanics, Benjamin/Cummings 1972)
- seine Vorlesungen über Quantenelektrodynamik (Quantum Electrodynamics, Addison-Wesley 1961) am Caltech 1953
- seine Vorlesungen über Elementarteilchenphysik (Theory of Fundamental Processes, Addison-Wesley 1961) an der Cornell University 1958
- seine Vorlesungen über Berechenbarkeit (Lectures on Computation, Addison-Wesley 1996) basierend auf den Notizen von Feynman und den Aufnahmen der Vorlesungen 1984/85 und 1985/86 am Caltech.
- seine Vorlesungen über Partonen (Photon-Hadron Interactions, Addison-Wesley 1972) 1971/72 am Caltech
- Vorlesungen über Eichfeldtheorien in der Sommerschule Les Houches 1976 (Gauge Theories, Les Houches Lectures 29, 1976, S. 122–204)
- auch das Buch von Feynman und Hibbs über Wegintegrale (Quantum Mechanics and Path Integrals, McGraw Hill 1965) entstand aus Vorlesungen am Caltech

## Ausgaben

### Originalausgabe (Englisch)

#### Addison-Wesley Verlag (historisch)
- Richard P. Feynman, Robert B. Leighton, Matthew Sands: The Feynman Lectures on Physics, Addison-Wesley, Band 1,2, 1964, Band 3, 1965

#### Basic Books Verlag (aktuell, weiterhin 3+1 Bücher Set)
- Richard P. Feynman, Robert B. Leighton, Matthew L. Sands: The Feynman lectures on physics. New millennium ed Auflage. Basic Books, New York 2011, ISBN 978-0-465-02382-0 (englisch).[24]
  - Laut Errata ist die Englische Originalausgabe (Stand 2021) der New Millennium Edition in der 8. Druckphase (2017). Weitere Fehler ab 2018 werden dem Buchverlag laufend übermittelt.[25]

### Deutsche Fassungen

#### Oldenbourg Wissenschaftsverlag (veraltet, 3+1 Bücher)
- Richard P. Feynman, Robert B. Leighton, Matthew Sands: Vorlesungen über Physik.
  - Band I: Hauptsächlich Mechanik, Strahlung, Wärme. Deutsch von Heinz Köhler und Eckhard Schröder, Oldenbourg Verlag, München 1991, 4. Auflage 2001, ISBN 978-3-486-25680-2.
  - Band II: Hauptsächlich Elektromagnetismus und Struktur der Materie. Deutsch von Marlis Mitter, Oldenbourg Verlag, München 1991, 3. Auflage 2001, ISBN 978-3-486-25589-8.
  - Band III: Quantenmechanik. Deutsch von Henner Wessel. Oldenbourg Verlag, München 1991, 4. Auflage 2007, ISBN 978-3-486-25134-0.

(gebundene Ausgabe mit den Tipps zur Physik bei Oldenbourg 2009, ISBN 978-3-486-58989-4.)

#### New Millennium Edition (2015) – De Gruyter mit Perseus Books LLC (aktuelle Ausgabe, 5+1 Bücher)
- Band 1 Mechanik[26]
- Band 2 Strahlung und Wärme[27]
- Band 3 Elektromagnetismus[28]
- Band 4 Struktur der Materie[29]
- Band 5 Quantenmechanik[30]
- Band 6 Tipps zur Physik[31]